# Государственный секретарь КША
Государственный секретарь КША (англ. Confederate States Secretary of State) осуществлял функции главы Государственного департамента Конфедеративных Штатов Америки с 1861 по 1865 год во время Гражданской войны в США. Должность государственного секретаря КША за этот период исполняли три человека. Должность перестала существовать вместе с исчезновением Конфедеративных Штатов Америки в мае 1865 года в связи с окончанием войны.

## Государственные секретари КША[1]
| № | Портрет | Имя             | Годы жизни | Штат     | Начало          | Окончание       | Президент        |
| - | ------- | --------------- | ---------- | -------- | --------------- | --------------- | ---------------- |
| 1 |         | Роберт Тумбс    | 1810—1885  | Джорджия | 21 февраля 1861 | 24 июля 1861    | Джефферсон Дэвис |
| 2 |         | Роберт Хантер   | 1809—1887  | Виргиния | 25 июля 1861    | 17 февраля 1862 | Джефферсон Дэвис |
| 3 |         | Джуда Бенджамин | 1811—1884  | Луизиана | 18 марта 1862   | 10 мая 1865     | Джефферсон Дэвис |

## Исполняющий обязанности Государственного секретаря КША
| № | Портрет | Имя                   | Годы жизни | Время исполнения | Время исполнения | Президент        |
| № | Портрет | Имя                   | Годы жизни | Начало           | Окончание        | Президент        |
| - | ------- | --------------------- | ---------- | ---------------- | ---------------- | ---------------- |
| 1 |         | Браун, Уильям Монтегю | 1827—1883  | 17 февраля 1862  | 18 марта 1862    | Джефферсон Дэвис |